# Wilhelm Josten (Landrat)
Wilhelm (Willy) Abraham Josten (* 29. Juni 1879 in Elberfeld; † 30. Dezember 1932 in Ludwigsfeld bei München) war ein preußischer Verwaltungsjurist und Landrat im Kreis Simmern (1920–1923/24).

## Leben
Josten studierte Rechtswissenschaften und begann seinen beruflichen Werdegang im Jahr 1902 als Gerichtsreferendar, ab 1909 als Regierungsassessor und Hilfsarbeiter beim Landrat in Hagen. 1911 bis 1912 folgte eine informatorische Tätigkeit bei Banken und in der Industrie. Ab 1912 war er als Referent in Schleswig tätig. Ab 1916 als Regierungsrat war er ab 1918 beim Oberpräsidenten in Schleswig-Holstein eingesetzt. Im Jahre 1920 wurde Josten zum Landrat im Kreis Simmern ernannt. Durch die französischen Besatzungsbehörden wurde Josten 1923 ausgewiesen. Ab 1931 war Josten als Oberregierungsrat in Köln tätig, bis er Ende 1932 durch einen Jagdunfall tödlich verunglückte. Beigesetzt wurde er in Köln-Marienburg.
1920 bis 1922 war Josten Mitglied im Provinziallandtag der Rheinprovinz (MdProvLT).